# ماساكاتسو مياموتو
ماساكاتسو مياموتو (宮本 征勝) ولد في 4 يوليو 1938 في هيتاشي، ايباراكي، اليابان، توفي 7 مايو 2002 في ميتو، إيباراكي، اليابان وكان لاعب كرة قدم ياباني ومدير فني.

## مسيرته الكروية
لعب ماساكاتسو مياموتو خلال مسيرته الاحترافية مع نادِ واحدٍ في عشرة مواسم وسجل خلالها 19 هدفًا ضمن 103 مباراة. ولم يفز بأي موسم بالكأس أو بالدوري.
خاض ماساكاتسو مياموتو مسيرته مع نادي جيف يونايتد تشيبا في موسم 1965 ليلعب معه عشرة مواسم، مشاركًا في 103 مباراة سجل خلالها 19 هدفًا.

## روابط خارجية
- ماساكاتسو مياموتو على موقع الاتحاد الدولي (مؤرشف)  (الإنجليزية)
- ماساكاتسو مياموتو على موقع قاعدة بيانات كرة القدم.إي يو (الإنجليزية)
- ماساكاتسو مياموتو على موقع ناشيونال فوتبول تيمز (الإنجليزية)
- ماساكاتسو مياموتو على موقع عالم كرة القدم.نت (الإنجليزية)
- ماساكاتسو مياموتو على موقع أوليمبيديا (الإنجليزية)

1. ↑  "معلومات عن ماساكاتسو مياموتو على موقع id.ndl.go.jp". id.ndl.go.jp. مؤرشف من الأصل في 2019-12-15.
2. ↑  "معلومات عن ماساكاتسو مياموتو على موقع static.fifa.com". static.fifa.com. مؤرشف من الأصل في 2019-12-12.
3. ↑  "معلومات عن ماساكاتسو مياموتو على موقع data.j-league.or.jp". data.j-league.or.jp. مؤرشف من الأصل في 2017-08-31.
4. ↑  "ماساكاتسو مياموتو". فرق كرة القدم الوطنية. Benjamin Strack-Zimmerman. اطلع عليه بتاريخ 2020-06-26.

- Japan Football Association official site